# 益田路隧道
益田路隧道位于中华人民共和国广东省深圳市福田区，全长6236米，设计为单孔双线，最大开挖宽度达14.18米，高12.13米，基坑最大埋深达到地下70米，是目前中国大陆最大直径的高铁盾构隧道，由铁四院总工程师肖明清主持设计。

## 历史
- 2014年12月29日，益田路隧道全线贯通[1][3][4]。
- 2015年12月30日，益田路隧道随广深港高速铁路深圳北至福田段开通而启用[5]。